# Sachmet-wasit
Sachmet-wasit (auch Sechmet-wasit, Sachmet-wasyt, Sechmet-wasyt) ist als altägyptische Unterweltsgöttin nur während des Neuen Reiches im Amduat belegt. Ikonografisch ist sie als stehende Göttin mit Löwenkopf dargestellt. In der rechten Hand hält sie ein Anchzeichen; in der linken Hand ein Was-Zepter. 
Im Gebiet von Wernes gehört Sachmet-wasit im oberen Register als vierte Göttin zu einer Neuner-Göttergruppe der 2. Nachtstunde. 